# Чандар, Кришан
Кришан Чандар (хинди कृष्ण चंदर; 19 ноября 1913 или 23 ноября 1914 — 8 марта 1977) — индийский писатель, создававший свои произведения в основном на языке урду, впоследствии (после раздела Британской Индии) писавший также на хинди. Его перу принадлежит более 20 романов, 30 сборников рассказов (жанра, в котором он в основном работал) и множество радиопьес, а также несколько сценариев для фильмов и сатирических произведений.
Родился в Вазирабаде, провинция Гуджранвала Британской Индии (ныне Пакистан). Детство провёл в Пунче, Кашмир, где его отец работал врачом у местного махараджи. В первой половине 1930-х годов учился в христианском колледже Фармана в Лахоре, который окончил в 1934 году; в колледже был редактором английского раздела местного журнала и заинтересовался английской литературой. Редактор раздела на урду этого же журнала в 1932 году опубликовал в нём первый рассказ Кришана, «Садху».
Темой его рассказов обычно становилась жизнь индийской городской бедноты и крестьян и критика индийской кастовой системы, хотя он писал и на другие темы, в том числе по индийской истории. После раздела Британской Индии на Индийский союз и Пакистан эта тема, к которой он относился резко отрицательно, также нашла отражение в его произведениях. Книги Чандара изданы в Индии на 16 местных языках, многие произведения переведены и на иностранные языки, включая английский и русский. В СССР наиболее известными его книгами были сатирический роман «Похождения осла» и философская сказка «Перевёрнутое дерево».
Кришан Чандар умер в Бомбее 8 марта 1977 года от обширного инфаркта, продолжая работать до последнего дня жизни. В его часть назван парк в городе Пунч, в центре которого ему установлен памятник.